# Liobagrus andersoni
Liobagrus andersoni är en fiskart som beskrevs av Regan, 1908. Liobagrus andersoni ingår i släktet Liobagrus och familjen Amblycipitidae. Inga underarter finns listade i Catalogue of Life.